# Haplothrix fouqueti
Haplothrix fouqueti är en skalbaggsart som först beskrevs av Maurice Pic 1932.  Haplothrix fouqueti ingår i släktet Haplothrix och familjen långhorningar.
Artens utbredningsområde är Burma. Inga underarter finns listade i Catalogue of Life.